# الدنمارك واليورو

الدول الأعضاء في الاتحاد الأوروبي

  في منطقة اليورو
  ضمن ERM II، دون استثناء (بلغاريا)
  ضمن ERM II، بموجب استثناء (الدنمارك)
  ليست ضمن ERM II،لكن ستنضم عند تحقيق معايير التحول إلى اليورو (جمهورية التشيك ‏، المجر ‏، بولندا ‏، رومانيا ‏، والسويد ‏)

دول ليست أعضاء في الاتحاد الأوربي

  تستخدم اليورو وفق اتفاقية (أندورا، موناكو، سان مارينو، الفاتيكان وأندورا)
  تستخدام اليورو من جانب واحد (كوسوفو والجبل الأسود)

تستخدم الدنمارك الكرونة كعملة لها ولا تستخدم اليورو، بعد أن تفاوضت على الحق في استثناء من تبنيه بموجب معاهدة ماستريخت لعام 1992. في عام 2000 عقدت الحكومة استفتاءً بشأن إدخال اليورو ‏ حيث رُفض بنسبة 53.2% صوتوا بـ"لا" و46.8% صوتوا بـ"نعم". الكرونة الدنماركية هي جزء من آلية سعر الصرف الأوروبية، وبالتالي فإن سعر صرفها مرتبط بنسبة 2.25% من اليورو.
تؤيد العديد من الأحزاب السياسية في الدنمارك إدخال اليورو حتى أن فكرة إجراء استفتاء ثان طرحت عدة مرات منذ عام 2000. ومع ذلك، فإن بعض الأحزاب الهامة مثل حزب الشعب الدنماركي وحزب الشعب الاشتراكي وتحالف أحمر-أخضر لا تدعم الانضمام إلى العملة. وأظهرت استطلاعات الرأي العام تقلبات في الدعم للعملة الموحدة، حيث ظلت الأغلبية مؤيدة لها لعدة سنوات بعد إدخال العملة فعلياً. ومع ذلك، في أعقاب الأزمة المالية في عام 2008، بدأ الدعم في الانخفاض، وفي أواخر عام 2011، انهار دعم اليورو في ضوء تصاعد أزمة الديون السيادية الأوروبية.
يرى الخبراء في التمويل الدولي أن ربط العملات أمر هش بشكل عام، ومع ذلك تمكنت الدنمارك من الحفاظ على ربط الكرونة باليورو بشكل ثابت منذ تقديم اليورو في عام 1999.

## الوضع الحالي – آلية الصرف الأوروبية
خلال عملية المصادقة على معاهدة ماستريخت في عام 1992، قامت الحكومة الدنماركية بإجراء استفتاء بسبب المتطلبات الدستورية. حيث يتطلب الدستور الدنماركي موافقة خمسة أسداس البرلمان في حالة نقل السيادة وذلك حسب المادة 20 من الدستور الدنماركي. وفي حال عدم تحقق هذه الأغلبية يكون من الضروري إجراء استفتاء. وأسفر الاستفتاء ‏ عن تصويت 50.7% من السكان ضد التصديق على معاهدة ماستريخت، بينما صوت 49.3% فقط لصالحها. كانت حكومة الدنمارك الائتلافية في عام 1992، والتي تتكون من المحافظين والليبراليين الزراعيين والديمقراطيين الاجتماعيين، تشغل ما يقرب من 80% من المقاعد في البرلمان الدنماركي (فولكتينغ) ، وبالتالي اعتقدت أن الاستفتاء سوف يتم الموافقة عليه بسهولة وهو ما لم يحدث.
كان من الضروري أن يتم التصديق على معاهدة ماستريخت بالإجمال من جميع الدول الأعضاء في الاتحاد الأوروبي، وبالتالي فإن الرفض الدنماركي شكل قضية مهمة فيما يتصل بعملية التكامل الإضافية. ولم تكن الدنمارك الدولة الوحيدة التي أجرت استفتاءً للتصديق على معاهدة ماستريخت. حيث تم إجراء استفتاء في فرنسا وبالكاد تمت المصادقة على المعاهدة بأغلبية صغيرة، كما صوت الشعب الأيرلندي أيضاً لصالح التصديق على المعاهدة. إن الرفض الدنماركي والأغلبية الضئيلة في فرنسا لصالح المعاهدة معروفان في الدوائر العلمية باعتبارهما تآكلاً للإجماع فيما يتصل بالدعم الشعبي للتكامل الأوروبي. في السنوات التي أعقبت ماستريخت، واجهت التكامل الأوروبي المزيد من التدقيق السياسي ولم يعد بإمكان السياسيين المؤيدين للتكامل الاعتماد على الدعم المنتشر.
الحل لمشكلة نقص الدعم الشعبي لمزيد من التكامل الأوروبي في الدنمارك يُعرف باسم "التسوية الوطنية". وقد اجتمعت 7 أحزاب من أصل 8 أحزاب ممثلة في البرلمان الدنماركي لدعم هذا الاقتراح. يتكون الجزء الرئيسي من التسوية الوطنية في طلب أربع استثناءات: المواطنة الاتحادية، والأمن المشترك والدفاع، والعدل والشؤون الداخلية، والمشاركة في المرحلة الأخيرة من الاتحاد النقدي الأوروبي. في قمة المجلس الأوروبي التي عقدت في 11 و 12 ديسمبر 1992 في إدنبرة، وافق الزعماء الأوروبيون على هذه الاستثناءات الأربع.
وتشارك الدنمارك اليوم في آلية سعر الصرف الأوروبية (ERM II) مع نطاق تقلب ±2.25%. إن تسعى هذه الآلية إلى توفير سعر صرف ثابت حيث يتعين على البلدان المشاركة فيه أن تتبع مستوى سعر صرف اليورو. آلية سعر الصرف الأوروبية هي نظام سعر صرف ثابت، حيث يتم ربط العملة الدنماركية وعملات البلدان المشاركة الأخرى باليورو. خلال العام 2023 كانت الدنمارك وبلغاريا هما الدولتان الوحيدتان المشاركتان في آلية سعر الصرف الأوروبي.
تمثل هذه السياسة استمراراً للوضع الذي كان قائماً منذ العام 1982 حتى العام 1999 لناحية ربط الكرونة بالمارك الألماني.